# Золушка (Дисней)
Золушка (англ. Cinderella, фр. Cendrillon) — главная героиня диснеевского мультфильма Золушка, снятого по мотивам сказки Шарля Перро «Золушка». Золушка — принцесса вымышленного французского королевства. Стала принцессой, выйдя замуж за принца. Родилась в обычной семье. Когда её мать умерла, её отец женился на другой женщине, леди Тремейн. Имеет двух сводных сестёр — Дризеллу и Анастасию. Терпеливая и нежная девушка. По происхождению француженка.
Золушка также является второй официальной принцессой Диснея, и одной из самых старших из них (вместе с Тианой и Рапунцель) ей 19 лет.

## Фильмы

### Золушка
Золушка работает служанкой в своём собственном доме, под командованием мачехи, Леди Тремейн, и её дочек (сводных сестёр Золушки). Однажды в особняк приходит приглашение на королевский бал, устроенный по случаю возвращения принца, который на этом балу должен выбрать себе невесту. Леди Тремейн соглашается взять Золушку на бал, если Золушка сделает всю работу по дому и найдёт себе подходящее платье. Но мачеха даёт падчерице столько работы, что та даже не успевает перешить старое платье своей матери. Но когда Золушка заходит в свою комнату, то обнаруживает, что мышки перешили старое платье в прекрасный наряд. Девушка спускается к мачехе и сводным сёстрам, но увидев её наряд, Анастасия и Дризелла разрывают его на части. После этого мачеха с дочерьми уезжают, оставив Золушку в слезах. Девушка убегает в сад, где встречает добрую фею-крёстную, которая превращает тыкву в карету, коня Золушки, Майора — в кучера, пса Золушки, Бруно — в лакея, мышей — в лошадей, а лохмотья — в великолепное голубое платье. Но фея-крёстная предупреждает: в полночь всё обратно превратится в то, чем было. Золушка приезжает на бал, где весь вечер танцует с принцем, и влюбляется в него. Внезапно начинает бить полночь, и «таинственная незнакомка» бросается бежать, оставив на лестнице хрустальную туфельку. На следующее утро король издаёт указ, чтобы каждая девушка в королевстве примерила туфельку в обязательном порядке, и кому она придётся в пору — та и станет женой принца. Тем временем леди Тремейн узнаёт, кто была эта таинственная незнакомка на балу, и запирает Золушку на чердаке. Однако мыши крадут у мачехи ключ и освобождают девушку. Когда герцог уже собирался уходить, Золушка спускается вниз, и тот собирается примерить ей туфельку. Но мачеха подставляет лакею подножку, и туфелька разбивается. Но тут Золушка достаёт другую, и когда герцог примеряет ей туфельку, она приходится девушке впору. Счастливицу отвозят во дворец, где Золушка и принц после женятся.

### Золушка 2: Мечты сбываются
В этом мультфильме мыши Жак, Гас и их друзья пытаются сделать новую книгу о приключениях Золушки. И они вспоминают несколько историй. В первой истории «Как стать принцессой», король и принц уезжают по делам, а Золушка пытается научиться вести себя как принцесса, и старается организовать роскошный праздник, однако ей не нравятся королевские правила, и она решает сделать всё по-своему… Во второй истории «Жак — человек», мышонку Жаку надоедает быть мышью, и с помощью феи-крёстной он становится человеком, и он пытается помочь Золушке с организацией весеннего фестиваля. Однако у Жака всё ещё есть некоторые проблемы… В третьей истории «Необыкновенный роман», Анастасия, сводная сестра Золушки, влюбляется в пекаря, однако Леди Тремейн запрещает ей встречаться с ним. Но Золушка решает помочь Анастасии. Тем временем Люцифер, кот леди Тремейн, влюбляется в Пом-Пом, но она не отвечает ему взаимностью. Тогда мыши соглашаются помочь Люциферу, при условии что он их не тронет… Закончив книгу, мыши показывают её Золушке.

### Золушка 3: Злые чары
В этом мультфильме Золушка и принц празднуют годовщину своей свадьбы. Во время торжества Крёстная Фея теряет свою палочку, и её находит Анастасия, сводная сестра Золушки, которая тайно наблюдала за праздником. Она приносит её своей матери, леди Тремейн. С помощью палочки злая мачеха, делает так, что хрустальная туфелька, оборонённая Золушкой на лестнице королевского дворца, приходится впору Анастасии, а не Золушке. Вместе с Дризеллой и Анастасией леди Тремейн уезжает в замок. Там мачеха гипнотизирует принца, и теперь он думает, что танцевал не с Золушкой, а с Анастасией. Тем временем Золушка пробирается в дворец: сначала под видом ловца мышей, а позже под видом горничной. Она забирает у мачехи палочку, но её ловят гвардейцы, и мачеха приказывает отправить её на корабле как можно дальше от королевства. Однако Жак и Гас (мышата и друзья Золушки), возвращают принцу память, и он отправляется за Золушкой. Он успевает забрать её, и, вернувшись в замок, они рассказывают обо всём своему отцу (королю). Тот приказывает схватить мачеху и её дочерей, но те исчезают. Вскоре начинаются подготовки к свадьбе Золушки и принца, но леди Тремейн решает выдать замуж Анастасию, превратив её в точную копию Золушки, и приказывает Люциферу (превратившегося в человека) избавиться от настоящей Золушки. Но последняя спасается и возвращается в замок. Анастасия встаёт на сторону Золушки, и вместе они побеждают леди Тремейн и Дризеллу. Они возвращают фею в человеческое состояние и все справляют свадьбу Золушки и принца.

## Другие появления

### София Прекрасная
Золушка является действующим лицом мультфильма Джэми Митчелла «София Прекрасная: История принцессы». Когда принцесса София впала в отчаяние из-за усыпляющего заклинания Седрика, Золушка была призвана волшебным амулетом Авалора, чтобы помочь ей помириться с её сводной сестрой, принцессой Эмбер.

### Диснеевские принцессы
Золушка является частью линии диснеевских принцесс — франшизы о принцессах из мультфильмов студии Walt Disney, которая включает в себя различные товары — игрушки, музыкальные альбомы, компьютерные игры, канцелярские товары, одежду и многое другое.

### Kingdom Hearts
Золушка (яп. シンーレー — Sindārera) стала одной из героинь игры «Kingdom Hearts», как одна из Принцесс Сердец. Её, как и остальных диснеевских принцесс, захватила злодейка Малефисента. Главный герой Сора спасает Золушку вместе с другими принцессами и возвращает девушек в их миры. Позднее, Золушка появляется в игре Kingdom Hearts Birth by Sleep, в её мире под названием «Castle of Dreams».

### Однажды в сказке
В сериале «Однажды в сказке», Золушка появляется в качестве второстепенного персонажа, в первом сезоне сериала. Её роль была сыграна актрисой Джессикой Шрэм. В седьмом сезоне сериала Золушка является одним из ключевых персонажей. Её роль исполнила Дания Рамирес.

### Центры развлечений «Дисней»
Замок Золушки — аттракцион в парке «Волшебное королевство», входящим в состав центра развлечений «Диснейуорлд», являющийся официальным символом как парка, так и всего центра. Также аналогичный замок есть в Диснейленде в Токио.
Кроме того, роль Золушки перед посетителями парков исполняют актрисы в костюмах героини.
В 2012 году Золушка вместе с другими принцессами Диснея стала героиней аттракциона «Princess Fairytale Hall» в секции New Fantasyland парке «Волшебное королевство», заменяющего собой аттракцион «Snow White’s Scary Adventures».
- Замок Золушки в «Волшебном королевстве»
- Замок героини в токийском Диснейленде
- Золушка в аттракционе «SpectroMagic parade»